# Renfe série 319.0
La Renfe série 319.0 est une suite de 103 Locomotive Diesel-électriques de la Red Nacional de los Ferrocarriles Españoles. 
Elle était à l'origine dénommée « série 1900 ».

## Conception
Les dix premiers exemplaires ont été construits par General Motors. Le reste de la série fut construite sous licence par MACOSA. 
Il s'agissait de locomotives monocabines.  

## Service
Elles furent utilisées pour augmenter le parc de locomotives lors du miracle économique espagnol des années 1959-1973 et répondre à un développement exceptionnel du tourisme. 

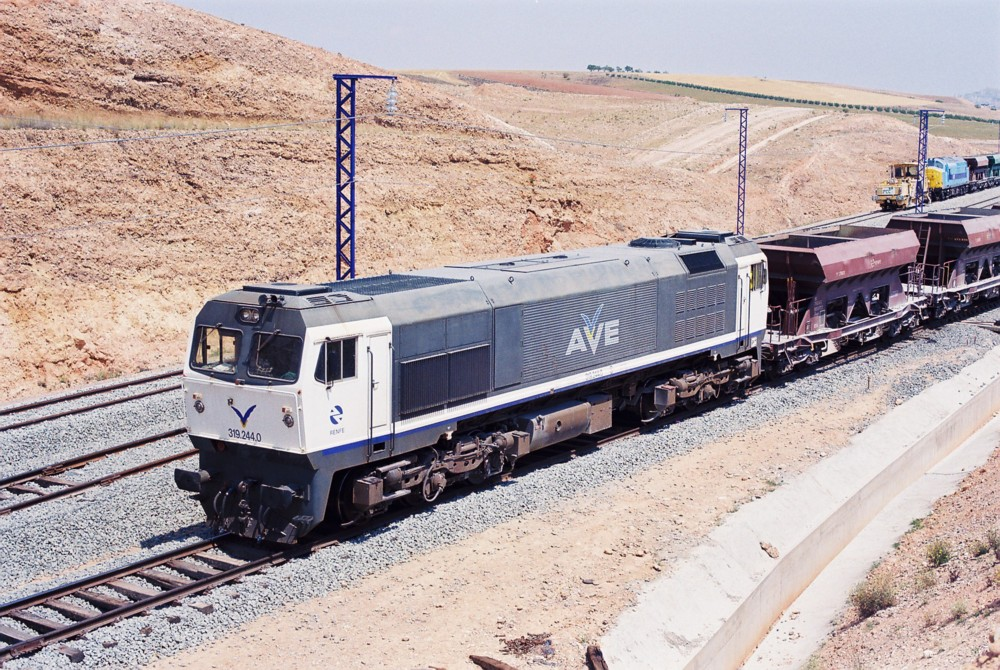
319-244, un exemple de locomotive reconstruite.

La mauvaise tenue de la caisse très sujette à la corrosion a contrasté avec la robustesse et la fiabilité des moteurs. À partir de 1982, elles sont totalement reconstruites. Seuls les bogies et moteurs sont conservés. L'adjonction d'une caisse neuve est l'occasion de les doter d'une cabine de conduite par sens de circulation. Au fur et à mesure des reconstructions, les progrès techniques permettent de créer des séries de plus en plus performantes. Elles donneront 20 engins de la série 319.2 en 1984-1985 et 58 machines de la série 319.22 entre 1990 et 1995. Les autres machines sont remotorisées en plus des aménagements déjà prévus, donnant 40 locomotives de la série 319-3 entre 1991 et 1992 et dix engins de la série 319-4 entre 1992 et 1993.

## Livrées
Elles ont porté de leur mise en service à leur reconstruction, la livrée vert et jaune.